# Hwasong-15
Hwasong-15 (kor. 화성-15) – północnokoreański dwustopniowy międzykontynentalny pocisk balistyczny na paliwo ciekłe. Jest to pierwszy koreański pocisk o zasięgu obejmującym całość terytorium Stanów Zjednoczonych. Wszystkie elementy pocisku zostały wyprodukowane w Korei, co zostało ogłoszone przez media państwowe jako sukces idei Dżucze, której ważnym aspektem jest samowystarczalność.

## Opis
29 listopada 2017 roku Michael Elleman piszący dla portalu 38 North, bazując na danych z testu i założeniu, że był to przekonfigurowany Hwasong-14 ocenił, że przy zasięgu 13 000 km ciężar głowicy wynosi około 150 kg. Dzień później, po opublikowaniu zdjęć i filmu ze startu pocisku, napisał kolejny artykuł, w którym dokładniej oszacował swoje dane, zwiększając maksymalną wagę ze 150 kg do 1000 kg, a zasięg ponownie określił na 13 000 km. Zauważył widoczne różnice w konstrukcji rzeczywistego Hwasong-15 i pocisku, który opisywał dzień wcześniej.

## Testy

Porównanie trajektorii z testów pocisków Hwasong-14, Hwasong-15 i Hwasong-17

W marcu i czerwcu 2017 odbyły się testy silników rakiety. Jedyny test całego pocisku odbył się 28 listopada 2017 roku na przedmieściach Pjongjangu. Pocisk podczas testu doleciał do wysokości 4475 km i przeleciał dystans 950 km. Po 53 minutach lotu wylądował w Morzu Japońskim.